# Len Harvey
Len Harvey (* 11. Juli 1907 in Stoke Climsland, Cornwall, Vereinigtes Königreich, als Leonard Austen Harvey; † 28. November 1976) war ein britischer Boxer im Mittelgewicht.
Harvey absolvierte seine ersten Kämpfe im Jahre 1920. Seinen letzten Fight, welchen er durch klassischen K. o. in Runde 2 verlor, trug er gegen Freddie Mills im Juni 1942 aus.
Im Jahre 2008 wurde Harvey in die International Boxing Hall of Fame aufgenommen.